# Schildomyia chinganensis
Schildomyia chinganensis är en tvåvingeart som beskrevs av Shatalkin 1981. Schildomyia chinganensis ingår i släktet Schildomyia och familjen tickflugor. Inga underarter finns listade i Catalogue of Life.